# Das Spiel der Nachtigall
Das Spiel der Nachtigall ist ein 2011 veröffentlichter historischer Roman der deutschen Schriftstellerin Tanja Kinkel. In der im 12./13. Jahrhundert überwiegend im Süden des Deutschen Reichs, in Bamberg, Braunschweig, Hagenau, Köln, Wien, Würzburg und Italien  spielenden Geschichte geht es um das Leben des deutschen Dichters und Sängers Walther von der Vogelweide vor dem Hintergrund des zwischen Welfen und Staufern ausgetragenen Deutschen Thronstreits.

## Historische Hauptfiguren
- Walther von der Vogelweide, deutscher Lyriker
- Reinmar der Alte, deutscher Lyriker
- Philipp von Schwaben, römisch-deutscher König
- Otto IV. (HRR), römisch-deutscher Kaiser
- Adolf von Altena Erzbischof von Köln
- Wolfger von Erla, Bischof von Passau und Patriarchat von Aquileja
- Innozenz III.
- Richard Löwenherz, englischer König
- Irene von Byzanz, deutsche Königin
- Alexios IV. (Byzanz), oströmischer Kaiser

## Inhalt
Am Hofe Leopolds V., Herzog von Österreich, lernt der junge Walther von der Vogelweide die angehende jüdische Ärztin/Magistra Judith/Jutta von Köln kennen und verliebt sich in sie.
Beide werden in die politischen Ränkeschmiede um die Nachfolge des unerwartet verstorbenen deutschen Kaisers Heinrich VI. verwickelt, wobei Walther auf Seiten der Staufer und Judith zunächst an der Seite ihres Onkels, Stefan von Köln, wirkt, der als Kaufmann um versprochener Handelsvorteile willen einen Neffen des englischen Königs Richard Löwenherz und damit einen Welfen favorisiert.
Das Schicksal führt beide immer wieder auf getrennte Wege aber immer auch wieder zusammen und schließlich an den Hof Philipps von Schwaben, wo Judith als Leibärztin der Königin Irene arbeitet. Zusammen mit Wolfger von Erla reisen beide nach Rom, um den Papst auf die Seite Philipps von Schwaben zu ziehen. Wieder zurück, entzweien sich Judith und Walther über dem Schicksal von Judiths verschollenem brüderlichen Freund und scheinbaren Ehemann Gilles. Es kommt zum Bruch. Walther zieht an den Hof Ottos. Bei der Ermordung Philipps von Schwaben in Bamberg treffen sich beide wieder, doch es sollen noch Jahre bis zur Versöhnung vergehen. Irene von Byzanz, die aus Gram über den Tod ihres Mannes eine Fehlgeburt erleidet und stirbt, ringt Judith auf dem Sterbebett das Versprechen ab, ihre minderjährige Tochter Beatrix zu schützen. Als Otto 1212 in Nordhausen die noch nicht geschlechtsreife Beatrix heiratet und in der Hochzeitsnacht die Ehe vollziehen will, bietet sich ihm Judith an Stelle von Beatrix an. Otto verzichtet auf Beatrix und missbraucht die ihm verhasste Ärztin. Am folgenden Tag  kommt es zur Versöhnung zwischen Judith und Walther. Sie beginnen einen Komplott zu schmieden, um Otto loszuwerden und stattdessen Friedrich zum König wählen zu lassen. Beim Einzug Friedrichs in Konstanz im September 1212, nur wenige Stunden vor Otto, finden sich Walther und Judith in der Stadt endlich vereint.

## Ausgaben
- Tanja Kinkel: Das Spiel der Nachtigall. Roman. München 2011, ISBN 978-3-426-19818-6.

Argon-Hörbuch. Gelesen von Katrin Fröhlich und Uve Teschner. ISBN 978-3-8398-1119-1.